# Leif Dahlgren
Pour les articles homonymes, voir Dahlgren.
Leif Dahlgren (né le 6 février 1906 à Lund et mort le 16 avril 1998 à Askim) est un athlète suédois, spécialiste du décathlon.

## Carrière
Lors des Championnats d'Europe de 1934 à Turin, Leif Dahlgren remporte la médaille d'argent de décathlon, derrière l'Allemand Hans-Heinrich Sievert.